# 愛ってなに
『愛ってなに』（あいってなに）は、津村節子の小説作品『女の椅子』を原作としたドラマ化作品である。1983年9月に木曜枠の担当終了した石井ふく子プロデューサーが、初めて昼ドラマTBSテレビ「花王愛の劇場」を担当する。かって「東芝日曜劇場」の中部日本放送（CBCテレビ）担当プロデューサーだった伊藤松朗に協力を求め、スタッフの一員に加わった。これは、伊藤がかって「花王愛の劇場」を担当した実績があることが理由である。同枠における、石井ふく子がプロデューサーを務めた最初の作品(第1作目)である。
『渡る世間は鬼ばかり』『おんなは一生懸命』『東芝日曜劇場』やスペシャルドラマはTBS・木曜20時枠（『ありがとう』『肝っ玉かあさん』など）はテレパックが制作していたが、今作品から当時間枠は石井ふく子などが設立した制作会社・ストーンウェルが制作していた。
石井ふく子がプロデュースする作品はホームドラマが多いが、本作はドロドロした雰囲気なドラマだった。
長山藍子と岩淵健は1990年10月からTBSテレビ『渡る世間は鬼ばかり』の親子役で再共演している。

## TVドラマ
1985年1月7日〜3月1日にTBS「花王 愛の劇場」枠にて放送された。

## キャスト
- 由起子 - 長山藍子
- 静香 - 赤木春恵
- 長谷川哲夫
- 岩淵健（子役）
- 高見恭子
- 磯崎亜紀子
- 広岡瞬
- 新克利
- 野村昭子
- 小坂一也
- 下條正巳
- 栗田陽子
- 大鹿次代

## スタッフ
- 演出 - 川俣公明
- プロデューサー - 石井ふく子、伊藤松朗
- 脚本 - 岡本育子、石井君子
- 制作 - ストーンウェル、TBS